# Aaron de Camera
Aaron de Camera ou Aaron ben-Hédri, est un talmudiste juif de Marseille ayant acquis une certaine renommée au XIVe siècle. Il vit dans la juiverie basse de Marseille au moins entre 1299 et 1319. 
Astes de Camera, sa femme, est une riche créancière.